# سنگ رونی راک
سنگ رونیِ روک (به سوئدی: Rökstenen; Ög 136) یکی از پرآوازه‌ترین سنگ‌های رونی است که دارای کهن‌سال‌ترین سنگ‌نبشتهٔ رونی شناخته‌شده‌ است. روک در کنار کلیسای کویِ روک در بخش ادسهگِ استان اوستریوتلاندِ سوئد جای دارد. این نخستین تکه از ادبیات نوشتاری سوئد شمرده می‌شود، از این رو سرآغاز تاریخ ادبیات سوئد است.